# Colleen McDonaldová
Colleen Nichole McDonaldová (provd. Dravesová) (* 1974) je bývalá americká zápasnice – judistka.

## Sportovní kariéra
S kroužkem juda začala ve 4 letech po vzoru staršího bratra Chrise v Pembroke Pines na předměstí floridského Hollywoodu. Na základní a střední škole McArthur High byla roztleskávačkou. Judu se začala aktivně věnovat od 16 let pod vedením Evelio Garcíi. Od roku 1993 se prosadila do americké ženské reprezentace v polostřední váze do 61 kg. V roce 1996 neuspěla v americké olympijské kvalifikaci na domácí olympijské hry v Atlantě na úkor Celity Schutzové. Od roku 1997 startovala v nižší lehké váze do 57 kg, ve které v americké olympijské kvalifikaci v roce 2000 a 2004 neuspěla.

## Výsledky
| Turnaj                  | 1992             | 1993             | 1994             | 1995             | 1996             |
| Turnaj                  | 18               | 19               | 20               | 21               | 22               |
| Turnaj                  | polostřední váha | polostřední váha | polostřední váha | polostřední váha | polostřední váha |
| ----------------------- | ---------------- | ---------------- | ---------------- | ---------------- | ---------------- |
| Olympijské hry          | —                |                  |                  |                  | —                |
| Mistrovství světa       |                  | úč.              |                  | úč.              |                  |
| Panamerické hry         |                  |                  |                  | 3.               |                  |
| Panamerické mistrovství | —                |                  | —                |                  | —                |
| MS juniorů              | úč               |                  |                  |                  |                  |